# Port lotniczy Pune
Port lotniczy Pune (IATA: PNQ, ICAO: VAPO) – port lotniczy położony 10 km na północny wschód od Pune, w stanie Maharashtra, w Indiach.

## Linie lotnicze i połączenia
| Linia Lotnicza    | Kierunek |
| ----------------- | --- |
| Air India         | 1. Delhi 2. Singapur |
| Air India Express | 1. Bangkok-Suvarnabhumi 2. Bengaluru 3. Bhubaneswar 4. Ćennaj 5. Delhi 6. Hajdarabad 7. Indore (od 30 marca 2025) 8. Jaipur 9. Koczin 10. Lucknow 11. Mangaluru |
| Akasa Air         | 1. Ahmadabad 2. Bengaluru 3. Delhi 4. Goa-Mopa 5. Kolkata |
| Alliance Air      | 1. Hajdarabad |
| Fly91             | 1. Goa-Mopa 2. Jalgaon 3. Sindhudurg |
| IndiGo Airlines   | 1. Ahmadabad 2. Amritsar 3. Bengaluru 4. Bangkok-Suvarnabhumi 5. Bhopal 6. Czandigarh 7. Ćennaj 8. Coimbatore 9. Dehradun 10. Delhi 11. Dubaj 12. Goa-Dabolim 13. Goa-Mopa 14. Guwahati 15. Hubli 16. Hajdarabad 17. Indore 18. Jaipur 19. Jodhpur 20. Koczin 21. Kolkata 22. Lucknow 23. Mangaluru 24. Nagpur 25. Patna 26. Raipur 27. Rajkot 28. Ranchi 29. Surat 30. Thiruvananthapuram 31. Vadodara 32. Varanasi |
| SpiceJet          | 1. Ahmadabad 2. Bhavnagar 3. Delhi 4. Dubaj 5. Goa-Mopa 6. Jaipur |
| Star Air          | 1. Hajdarabad 2. Kishangarh 3. Nagpur 4. Nander |